# Novembre 1932

## Événements
- Novembre - décembre : IIIe Conférence de la Table ronde à Londres. Elle confie à deux Britanniques le soin d’élaborer la réforme constitutionnelle en Inde.

- 4 novembre : premier vol de l'avion de transport Beechcraft Staggerwing Model 17.

- 6 novembre : aux élections législatives, la coalition de Weimar s’affaiblit encore. Les nazis perdent des voix (33,1 %, 14 millions de voix) mais restent les plus nombreux au Reichstag avec 230 sièges. Le KPD progresse (16,9 %).

- 8 novembre : élection de Franklin Roosevelt comme Président des États-Unis aux dépens de Herbert Hoover

- 9 novembre : fusillade à Genève (Suisse), l'armée tire sans sommation sur la foule lors d'une manifestation ouvrière antifasciste (voir : Fusillade du 9 novembre 1932)

- 9 novembre : l’ouragan de Cuba de 1932, également connu sous l’ouragan de Santa Cruz del Sur ou l’ouragan de Camagüey de 1932, fut le plus meurtrier et l'un des plus intenses cyclones tropicaux dans l'histoire de Cuba.

- 12 novembre : grève générale de 1932 à Genève à la suite de la manifestation du 9 novembre.

- 17 novembre : cabinet Kurt von Schleicher (fin le 28 janvier 1933). Le nouveau chancelier Schleicher se heurte lui aussi au refus d’Hitler de lui donner son appui. Pour obtenir le soutien des syndicats, il lance un programme social, qui inquiète les industriels qui se rapprochent des nazis. Ils demandent à Hindenburg que le pouvoir soit confié au chef du parti le plus important.

- 24 novembre : premier vol du de Havilland DH.84 Dragon.

- 26 novembre : pacte de non-agression franco-soviétique. L’Union soviétique signe également des pactes de non-agression avec la Finlande, l’Estonie, la Lettonie et la Pologne.

## Naissances
- 1er novembre : 
  - Al Arbour, joueur de hockey sur glace.
  - Francis Arinze, cardinal nigérian, préfet de la Congrégation pour le culte divin.
- 8 novembre : Stéphane Audran, actrice française.
- 11 novembre : Jorge Lavelli, directeur de théâtre et metteur en scène argentin († 9 octobre 2023).
- 14 novembre : Annie Fratellini, personnalité française du cirque.
- 15 novembre :
  - Petula Clark, chanteuse, compositrice et actrice britannique.
  - Chea Sim, homme politique cambodgien († 8 juin 2015).
- 19 novembre : Youcef Khatib, militaire algérien († 26 octobre 2023).
- 20 novembre : 
  - Richard Dawson, acteur américain né au Royaume-Uni (Caporal Peter Newkirk dans la série Papa Schultz).
  - Colville Young, Gouverneur général du Belize depuis 1993.
- 21 novembre : Pierre Molères, évêque catholique français, évêque émérite de Bayonne.
- 22 novembre : Robert Vaughn, acteur américain († 11 novembre 2016).
- 23 novembre : Renato Raffaele Martino, cardinal italien, président émérite du conseil pontifical Justice et Paix († 28 octobre 2024).
- 25 novembre : Bruno Lussato, informaticien, enseignant et écrivain français.
- 29 novembre : 
  - Jacques Chirac, homme politique, Président de la République française (1995-2007) († 26 septembre 2019).
  - Ed Bickert, guitariste de jazz canadien.
- 30 novembre : Jos Hoevenaars, coureur cycliste belge († 14 juin 1995).